# Dryadoideae
Dryadoideae складається з чотирьох родів родини Rosaceae, усі з яких містять репрезентативні види з кореневими бульбочками, які містять азотфіксуючу бактерію Frankia. Це напівкущі, кущі чи невеликі дерева з базовим числом хромосом 9, плоди яких або сім'янка, або сукупність сім'янок. Він включає п'ять родів (Dryas, Cercocarpus, Chamaebatia, Cowania та Purshia); ареал роду Dryas включає Північну Америку, Європу й Азію, решта ж чотири роди присутні лише в Північній Америці.

## Таксономічна історія
У різні часи підродина виділялася як окрема родина (Dryadaceae), або як триба (Dryadeae) чи підтриба (Dryadinae).